# بات تورنر
بات تورنر هو مجدف كندي، ولد في 24 مارس 1961 في تورونتو في كندا.

## وصلات خارجية
- بات تورنر على موقع الاتحاد الدولي للتجديف (الإنجليزية)
- بات تورنر على موقع اللجنة الأولمبية الدولية (الإنجليزية)
- بات تورنر على موقع أوليمبيديا (الإنجليزية)
- بات تورنر على موقع اللجنة الأولمبية الكندية (الإنجليزية)
- بات تورنر على موقع اتحاد ألعاب الكومنولث (مؤرشف) (الإنجليزية)